# Graddonia coracina
Graddonia coracina — вид грибів, що належить до монотипового роду Graddonia.